# Giovan Battista Cascione
Giovan Battista Cascione, auch Cascione Vaccarini (* 1729 in Palermo; † 1790 ebenda) war ein Architekt des Klassizismus auf Sizilien.

## Leben
Cascione war Neffe, Schüler und Mitarbeiter von Giovanni Battista Vaccarini, dessen Namen er gelegentlich benutzte. Seine Tätigkeit beschränkte sich auf Palermo und die nähere Umgebung. Sein Mitarbeiter war Vincenzo Fiorelli (1752–1804).

## Werke
- Chiesa di Santa Lucia (Palermo): Fassade
- Gefängnis (Palermo): Entwurf der Strafanstalt Reclusorio del Monte
- Palazzo Gangi-Valguarnera (Palermo): Mitarbeit am Entwurf des Palazzo
- Villa Valguarnera (Bagheria):  Gestaltung des Ballsaales und der Außenanlagen (mit Vincenzo Fiorelli) 1780
- Chiesa dell’ Annunziata (Comiso) Bauleitung (1773)
- Chiesa Madre (Caccamo): Kuppel (1772)
- Basilica Soluntina di Sant’Anna (Santa Flavia): Entwurf der Fassade (gemeinsam mit Antonio Interguglielmi) 1771
- Chiesa Madre (Ragusa) Skulpturen Sechs Szenen aus dem Leben des Heiligen Georg (1792)